# Herb Geller
Herbert Arnold Geller (Los Angeles, 1928. november 2. – Hamburg, 2013. december 19.) amerikai szaxofonos, klarinétos, zeneszerző, hangszerelő.

## Pályafutása
Geller édesanyja hollywoodi mozikban volt némafilm-zongorista. A nyolcéves Gellert egy altszaxofonnal ajándékozták meg, amelyet egy helyi zenebolt tulajdonosától, a család barátjától vettek. Geller két évvel később már klarinétozni is tanult.
Geller 1946-ban Joe Venuti zenekarában játszott. 1949-ben New Yorkba ahol Claude Thornhill társa volt. 1951-ben Los Angelesbe költözött, és feleségül vette Lorraine Walsh-ot. Los Angelesben Billy May-jel, Maynard Fergusonnal, Shorty Rogersszel, Bill Holmannal és Chet Bakerrel játszott.
Dzsemmelt Clifford Brownnal és Max Roach-al. Vezetett egy kvartettet, amelyben Lorraine Geller szerepelt (1954-1955). Lorraine Geller 1958-ban bekövetkezett hirtelen halála után elhagyta az Államokat. 1958-61 között együtt játszott Benny Goodmannel, aztán Brazíliába ment, majd 1962-ben Berlinbe költözött.
Geller 30 évig dolgozott német rádiózenekarokban, játszott európai big bandekben, miközben az Egyesült Államokban nagyjából feledésbe merült. A 90-es évek elején Geller visszatért az Amerikai Egyesült Államokba. Rendszeresen rögzített lemezeket, többek között Al Cohn és Arthur Schwartznak tiszteletére Hep Records számára.
Herbert Arnold Geller Hamburgban halt meg 2013. december 19-én; 85 évesen. A Los Angeles-i dzsesszélet egyik nagy alakja volt.

## Albumok
- 1954: Herb Geller Plays
- 1955: The Gellers
- 1954: Herb Geller Plays
- 1955: The Gellers
- 1955: The Herb Geller Sextette
- 1955: Outpost Incident – reissue of Sextette
- 1957: Fire in the West
- 1958: Stax of Sax
- 1959: Gypsy
- 1963: Alto Saxophone
- 1975: Rhyme and Reason: Herb Geller Octet Featuring Mark Murphy & Earl Jordan
- 1975: American in Hamburg
- 1984: Hot House
- 1984: Fungi Mama
- 1986: A Jazz Songbook
- 1989: Stax of Sax
- 1990: That Geller Feller
- 1993: Herb Geller Quartet
- 1996: Birdland Stomp
- 1996: Plays the Al Cohn Songbook
- 1997: Playing Jazz
- 1998: You're Looking at Me
- 1998: I'll Be Back
- 1999: Hollywood Portraits
- 2002: To Benny and Johnny
- 2005: The Herb Geller Sextette
- 2005: The Gellers
- 2006: Herb & Lorraine Geller: Two of a KindComplete Recordings 1954–1955
- 2006: Plays the Arthur Schwartz Songbook
- 2007: At the Movies with Don Friedman
- 2009: An Evening with Herb Geller & The Roberto Magris Trio – Live in Europe
- 1955: The Herb Geller Sextette
- 1955: Outpost Incident
- 1957: Fire in the West
- 1958: Stax of Sax
- 1959: Gypsy
- 1963: Alto Saxophone
- 1975: Rhyme and Reason: Herb Geller Octet Featuring Mark Murphy & Earl Jordan
- 1975: American in Hamburg
- 1984: Hot House
- 1984: Fungi Mama
- 1986: A Jazz Songbook
- 1989: Stax of Sax
- 1990: That Geller Feller
- 1993: Herb Geller Quartet
- 1996: Birdland Stomp
- 1996: Plays the Al Cohn Songbook
- 1997: Playing Jazz
- 1998: You're Looking at Me
- 1998: I'll Be Back
- 1999: Hollywood Portraits
- 2002: To Benny and Johnny
- 2005: The Herb Geller Sextette
- 2005: The Gellers
- 2006: Herb & Lorraine Geller: Two of a KindComplete Recordings 1954–1955
- 2006: Plays the Arthur Schwartz Songbook
- 2007: At the Movies with Don Friedman
- 2009: An Evening with Herb Geller & The Roberto Magris Trio – Live in Europe

## Filmek
- 1955: Down Beat kritikusaitól
- 1976: Német Hanglemez-díj: az év előadója
- 1986: a német lemezkritikusok díja a „Birdland Stomp” című albumáért
- 2005: „Ronneburg lovagja” (− a ronneburgi kastélyban Johann-Georg zu Ysenburg herceg a „Ronneburg lovagjává” nevezte ki a dzsessz iránti szolgálataiért)
- 2008: „Louis Armstrong Memorial Prize” a Swinging Hamburg társaságtól